# Aloe haggeherensis
Aloe haggeherensis ist eine Pflanzenart aus der Gattung der Aloen (Aloe) in der Unterfamilie der Affodillgewächse (Asphodeloideae). Das Artepitheton haggeherensis bezieht sich auf die Herkunft der Art, aus dem Haggeher-Gebirge. 

## Beschreibung
Aloe haggeherensis wächst ohne einen Stamm auszubilden als einzelne Pflanze oder bildet mit Ausläufern kleinere Gruppen aus. In Schattenlagen kann ein kurzer Stamm von 20 Zentimeter Länge ausgebildet werden. Die leuchtend grünen Blätter werden an der Basis bis zu 6 Zentimeter breit und 30 bis 45 Zentimeter lang. An den Blatträndern befinden sich in einem Abstand von 3 Millimeter rot gespitzte 3 Millimeter lange Zähne. Der Saft in den Blättern ist gelb und färbt sich beim Eintrocknen hellgelb.
Der bis zu 70 Zentimeter hohe Blütenstand ist drei- bis fünfmal verzweigt und trägt lockere traubige Teilblütenstände mit einer Länge von bis zu 20 Zentimeter. Der violettbraune Blütenstandsstiel ist mit einem wachsartigen Überzug versehen. Die lanzettlich spitzen Deckblätter werden bis 3 Millimeter lang und sind weiß, mit fünf Adern durchzogen, gefärbt. Die orangen Blütenstiele werden bis 10 Millimeter lang und tragen die bis 25 Millimeter lange Blütenhülle. Sie ist orange gefärbt, zur Öffnung hin gelb werdend und hat im Bereich des Fruchtknotens einen Durchmesser von 5 Millimeter und an der Öffnung 6 bis 8 Millimeter. Die gelben Staubblätter tragen die 3 Millimeter aus der Blütenkrone herausragenden Antheren. Die Narbe ragt 4 Millimeter heraus. Der gelbgrüne Fruchtknoten wird bis 6 Millimeter lang.

## Verbreitung
Aloe haggeherensis wächst in einem eng begrenzten Habitat auf Granitgestein der Gipfel der Haggeher-Berge auf der Insel Sokotra. 

## Belege
- Tom McCoy, John Lavranos: Aloe lanata und Aloe haggeherensis (Aloaceae), zwei neue Aloen aus dem Jemen. In: Kakteen und andere Sukkulenten. Band 58, Nummer 11, 2007, S. 295–298.
- Susan Carter, John J. Lavranos, Leonard E. Newton, Colin C. Walker: Aloes. The definitive guide. Kew Publishing, Royal Botanic Gardens, Kew 2011, ISBN 978-1-84246-439-7, S. 328.